# 테이존 뷰캐넌
테이존 트레버 뷰캐넌(영어: Tajon Trevor Buchanan, 1999년 2월 8일 ~ )은 캐나다의 축구 선수로 현재 스페인 라리가의 비야레알에서 윙어로 활동하고 있다.